# 2011년 알렉산드리아 폭탄 테러
2011년 알렉산드리아 폭탄 테러는 2011년 1월 1일 이집트 알렉산드리아에서 일어난 폭탄 테러이다. 콥트(en:Copts) 기독교인들을 노린 폭탄 테러였다. 총 23명이 사망하고 97명이 부상을 입었다.